# Aire d'attraction de Blancs-Coteaux
L'aire d'attraction de Blancs-Coteaux est un zonage d'étude défini par l'Insee pour caractériser l’influence de la commune de Blancs-Coteaux sur les communes environnantes.

### Carte

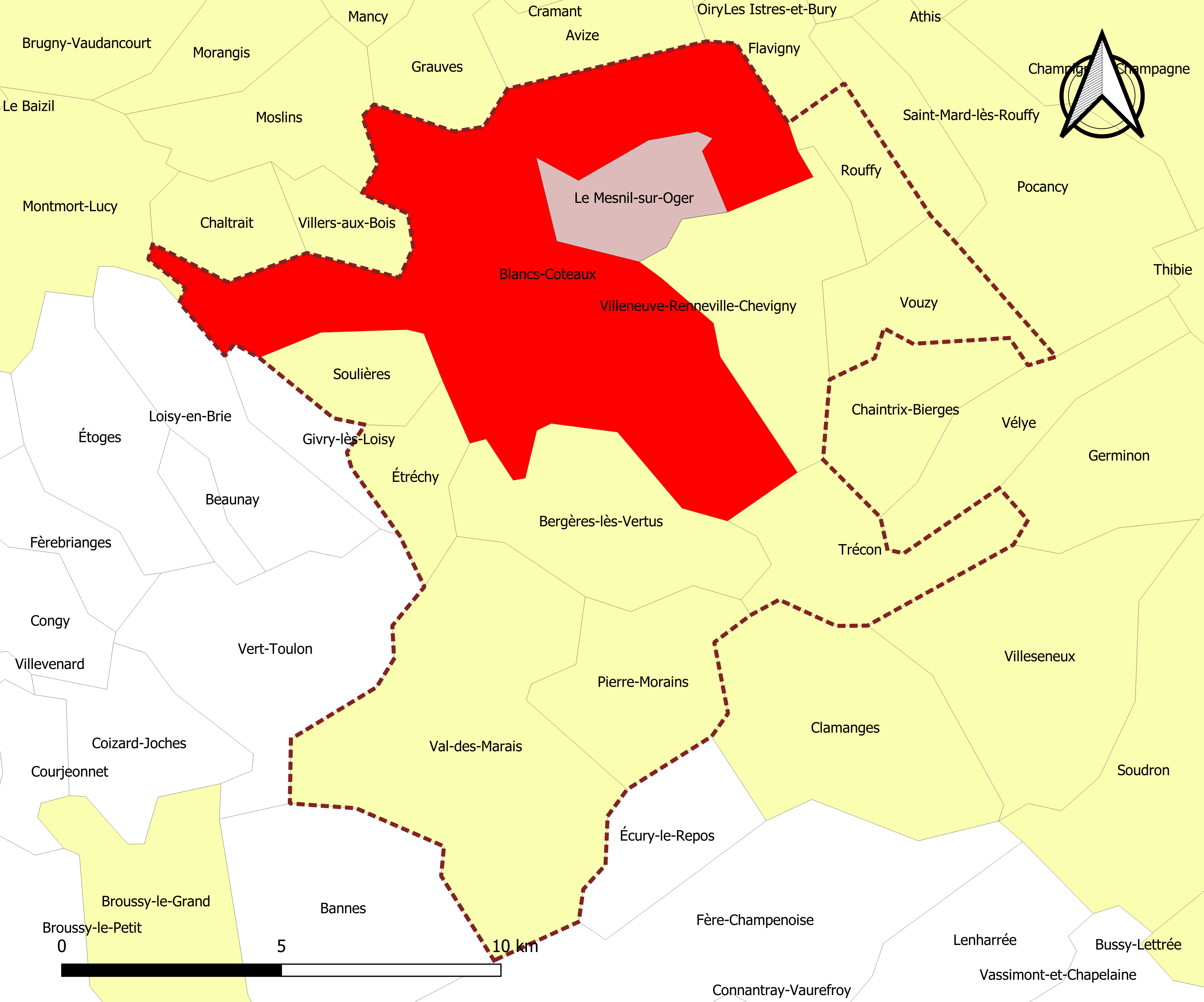
Carte de l'aire d'attraction de Blancs-Coteaux.
Commune-centre
Commune du pôle principal
Commune de la couronne

## Définition
L'aire d'attraction d'une ville est composée d’un pôle, défini à partir de critères de population et d’emploi ainsi que d’une couronne constituée des communes dont au moins 15 % des actifs travaillent dans le pôle. Le pôle d’attraction constitue ainsi un point de convergence des déplacements domicile-travail,.

## Géographie
L’aire d'attraction de Blancs-Coteaux est une aire intra-départementale qui comporte 11 communes dans la Marne. 

### Composition communale
| Nom                             | Code Insee | Département | Statut                    | Superficie (km2) | Population (dernière pop. légale) | Densité (hab./km2) | Modifier                                    |
| ------------------------------- | ---------- | ----------- | ------------------------- | ---------------- | --------------------------------- | ------------------ | ------------------------------------------- |
| Blancs-Coteaux (commune-centre) | 51612      | Marne       | commune-centre            | 65,81            | 3 120 (2022)                      | 47                 | modifier les données · modifier les données |
| Le Mesnil-sur-Oger              | 51367      | Marne       | commune du pôle principal | 7,91             | 1 001 (2022)                      | 127                | modifier les données · modifier les données |
| Bergères-lès-Vertus             | 51049      | Marne       | commune de la couronne    | 18,28            | 580 (2022)                        | 32                 | modifier les données · modifier les données |
| Val-des-Marais                  | 51158      | Marne       | commune de la couronne    | 39,85            | 561 (2022)                        | 14                 | modifier les données · modifier les données |
| Étréchy                         | 51239      | Marne       | commune de la couronne    | 6,64             | 102 (2022)                        | 15                 | modifier les données · modifier les données |
| Pierre-Morains                  | 51430      | Marne       | commune de la couronne    | 13,44            | 92 (2022)                         | 6,8                | modifier les données · modifier les données |
| Rouffy                          | 51469      | Marne       | commune de la couronne    | 5,69             | 110 (2022)                        | 19                 | modifier les données · modifier les données |
| Soulières                       | 51558      | Marne       | commune de la couronne    | 6,04             | 141 (2022)                        | 23                 | modifier les données · modifier les données |
| Trécon                          | 51578      | Marne       | commune de la couronne    | 12,45            | 87 (2022)                         | 7,0                | modifier les données · modifier les données |
| Villeneuve-Renneville-Chevigny  | 51627      | Marne       | commune de la couronne    | 17,17            | 325 (2022)                        | 19                 | modifier les données · modifier les données |
| Vouzy                           | 51655      | Marne       | commune de la couronne    | 9,44             | 296 (2022)                        | 31                 | modifier les données · modifier les données |

## Démographie
Cette aire est catégorisée dans les aires de moins de 50 000 habitants, une catégorie qui regroupe 12,2 % de la population au niveau national,.